# Paw Patrol: Storfilmen
Paw Patrol: Storfilmen (engelska: PAW Patrol: The Mighty Movie) är en kanadensisk animerad äventyrsfilm från 2023. Den är regisserad av Cal Brunker, som även har skrivit manus tillsammans med Bob Barlen. Filmen är en fortsättning på Paw Patrol: Filmen från 2021.
Filmen hade biopremiär i Sverige den 28 september 2023, utgiven av Paramount Pictures.

## Handling
Filmen kretsar kring Ryder och Skye, Marshall, Chase Rubble och övriga valpar i Paw Patrol. I filmen slår en magisk meteor ner i Adventure City och ger Paw Patrol-valparna superkrafter.

## Rollista (i urval)

### Engelska originalröster
Källor:

- Mckenna Grace – Skye
- Taraji P. Henson – Victoria Vance
- Marsai Martin – Liberty
- Christian Convery – Chase
- Kim Kardashian – Delores
- Chris Rock – en katt
- James Marsden – Hank
- Kristen Bell – Janet
- Finn Lee-Epp – Ryder
- Ron Pardo – Mayor Humdinger och Cap'n Turbot
- Lil Rel Howery – Sam Stringer
- Serena Williams – Yoga Yvette
- Alan Kim – Nano
- Brice Gonzalez – Tot
- Luxton Handspiker – Rubble
- Christian Corrao – Marshall
- Callum Shoniker – Rocky
- Nylan Parthipan – Zuma

### Svenska röster
Källor: 

- Malva Goldmann – Skye
- Adil Backman – Rocky
- Benjamin Hasselström – Nano
- Carla Abrahamsen – Carmen
- Folke Inghammar – Chase
- Hannes Gille – Ryder
- Hugo Ornered – Marshall
- Jennie Jahns – Borgmästare Rospigg
- Klara Hammarström – Dolores
- Kodjo Akolor – Sam Stringer
- Laila Adèle – Vee
- Niclas Ekholm – Borgmästare Överdängare
- Malte Langton – Rubble
- Mathias Blad – Kapten Piggvar
- Matilda Knutson – Zuma
- Niji Dyall Price – Liberty
- Shad Marouf Shirkhani – Tot
- Vendela Tidermark Nelson – Mini